# 목포제일정보중고등학교
목포제일정보중고등학교는 전라남도 목포시 산정로104번길 5에 위치하고 있는 전라남도교육감지정 학력인정 평생교육시설이다.
여러 가지 이유로 배움의 기회를 놓친 성인 학습자들을 위한 중학교와 고등학교의 학력인정 과정을 운영하고 있는 성인학교이다.
평생교육법에 의거한 전라남도 교육감지정 학력인정 문자해득교육 프로그램도 운영하고 있어 성인들에게 학력 취득의 기회를 제공하고 있다.
1961년 5월 1일 한국전쟁 후의 폐허 속에 소외계층의 학습기회가 부족한 상황에서 제2의 학습 기회를 제공하는 교육기관으로 성장하였다.
설립자 김성복(1933년생), 오정례(1935년생) 등 이 성심학원을 개설하면서 시작되었다.
현재는 초등학력인정 문해교육프로그램, 성인 중,고등학교 학력인정 과정 등 성인들을 위한 다양한 교육과정이 편성되어 있는 대표적인 평생교육기관이다.

## 학교 연혁
- 1961년 5월 1일: 목포성심학원 설립
- 1963년 2월 1일: 목포향토중학원으로 명칭 변경
- 1986년 1월 22일: 문교부지정학력인정사회교육시설 목포향토(중.고등)학교 인가
- 1987년 3월 19일: 문교부지정학력인정사회교육시설 목포제일종합학교로 명칭 변경
- 1998년 1월 3일: 전라남도교육감지정 제일정보중고등학교로 명칭을 변경
- 2000년 3월 2일: 학력인정 목포제일정보중고등학교로 명칭 변경